# Moulins de Tréouzien
Les Moulins de Tréouzien sont un ensemble de moulins, constitué d'un moulin à eau et d'un moulin à vent, tous deux du XIXe siècle, situé près de Pors-Poulhan dans la commune de Plouhinec en Finistère.

## Présentation

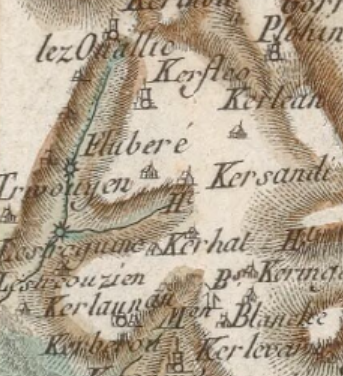
Moulin à eau de Tréouzien sur la carte de Cassini

Un moulin au moins existait déjà au XVIIIe siècle, comme l'atteste la carte de Cassini, dépendant du manoir de Tréouzien. Les deux moulins ont été reconstruits au XIXe siècle (le moulin à eau en 1812, le moulin à vent le 1er avril 1835) par Joseph et Jean-François Donnars,. Joseph Donnars installa, au-dessus de la façade de son moulin à eau, un pigeonnier constitué de boulins. Chaque paire de boulins représentait un hectare (120 sont présents sur la façade) et symbolisait ainsi la richesse et la puissance de son propriétaire.
Abandonnés vers le milieu du XXe siècle, après la Seconde Guerre mondiale à la suite de l'arrivée de l'électricité dans le Cap-Sizun. Le moulin à eau ne pouvait produire que 3 quintaux en 24 heures, contre 50 pour une minoterie des années 1950. Ces moulins n'étaient plus qu'à l'état de ruines en 2010.
C'est en 2012 que la commune de Plouhinec, en partenariat avec l'association "Cap sur les moulins", a entrepris la restauration du moulin à eau, ouvert au public depuis 2015. Il est équipé de deux roues pirouettes, les deux dernières en fonction dans le Finistère, découvertes en 2013 dans la vase lors des travaux de restauration, l'une permettant la production d'électricité, l'autre servant à moudre la farine. La pièce de vie et la chambre a l'étage sont meublées de différent ustensiles représentent la vie et le quotidien d'un meunier breton au XIXe siècle.
Les moulins sont régulièrement animés par plusieurs événements et ateliers,. C'est le cas tout particulièrement lors des Journées du Patrimoine de Pays et des Moulins.
La restauration du moulin à vent est prévue par la suite ; son site offre une vue superbe sur le port de Pors Poulhan, situé en contrebas.

## Galerie d'images

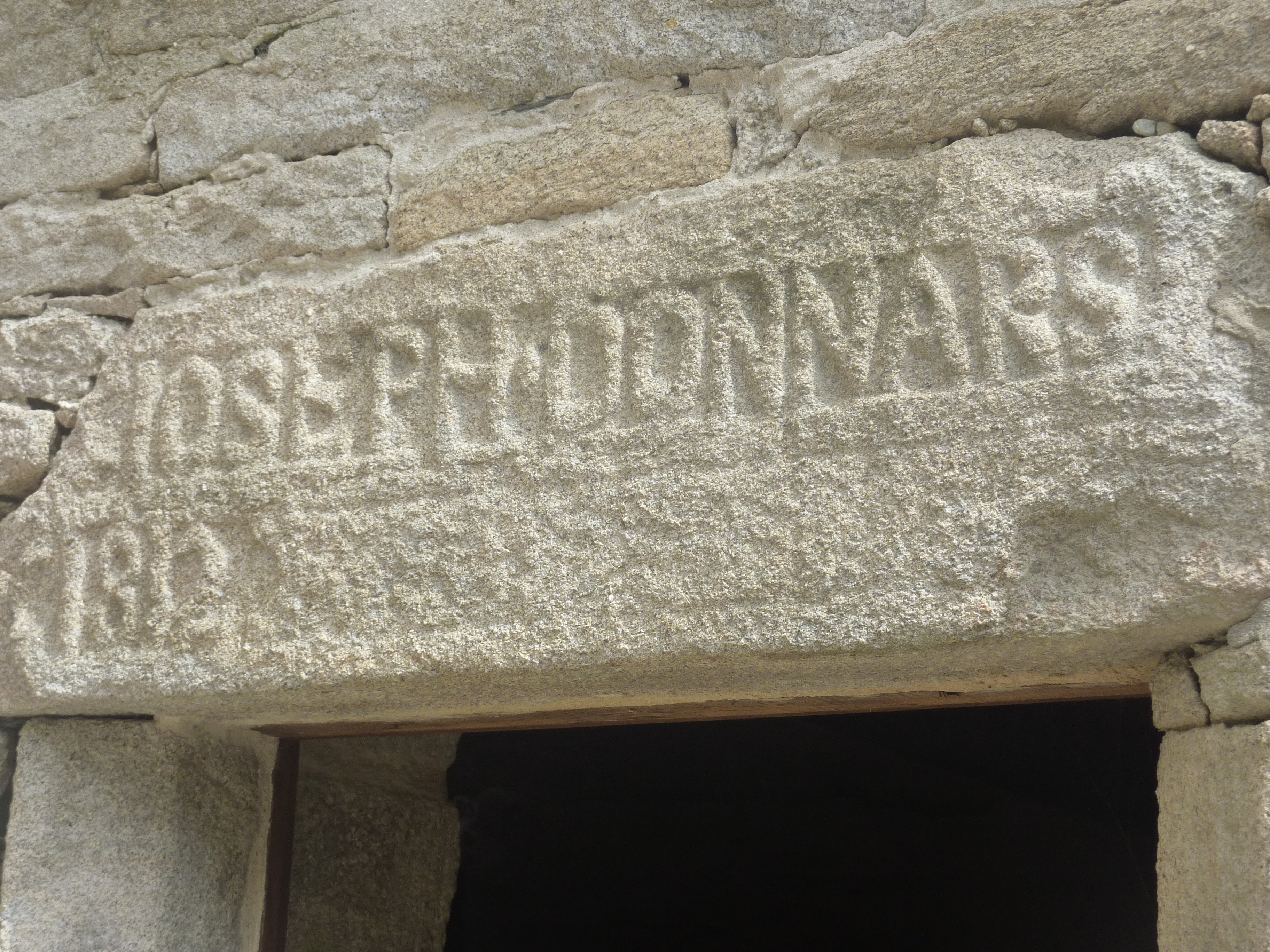
Inscription portant le nom de Joseph Donnars sur le linteau de la porte d'entrée du moulin à eau de Tréouzien
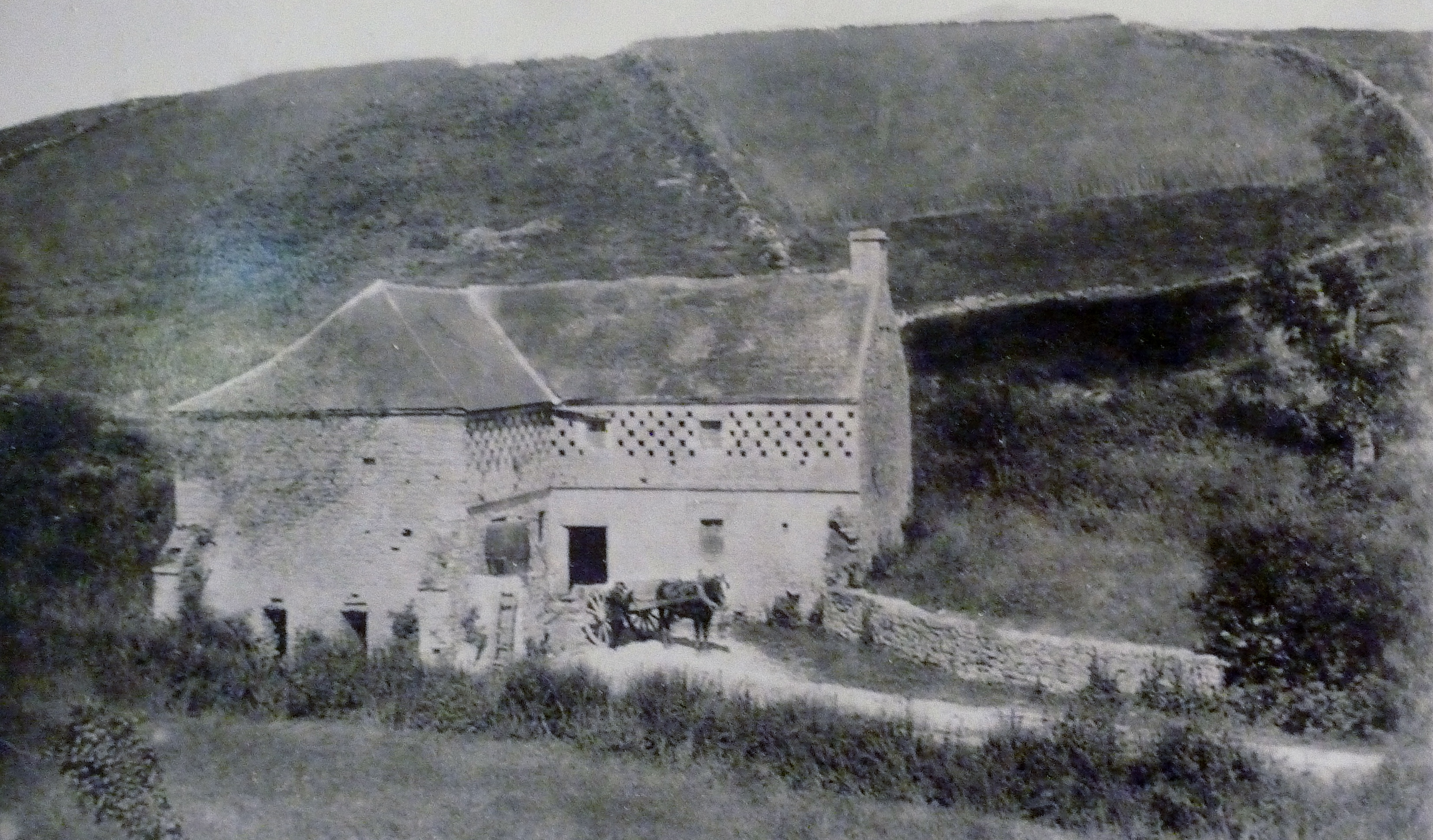
Le moulin à eau de Tréouzien vers 1920
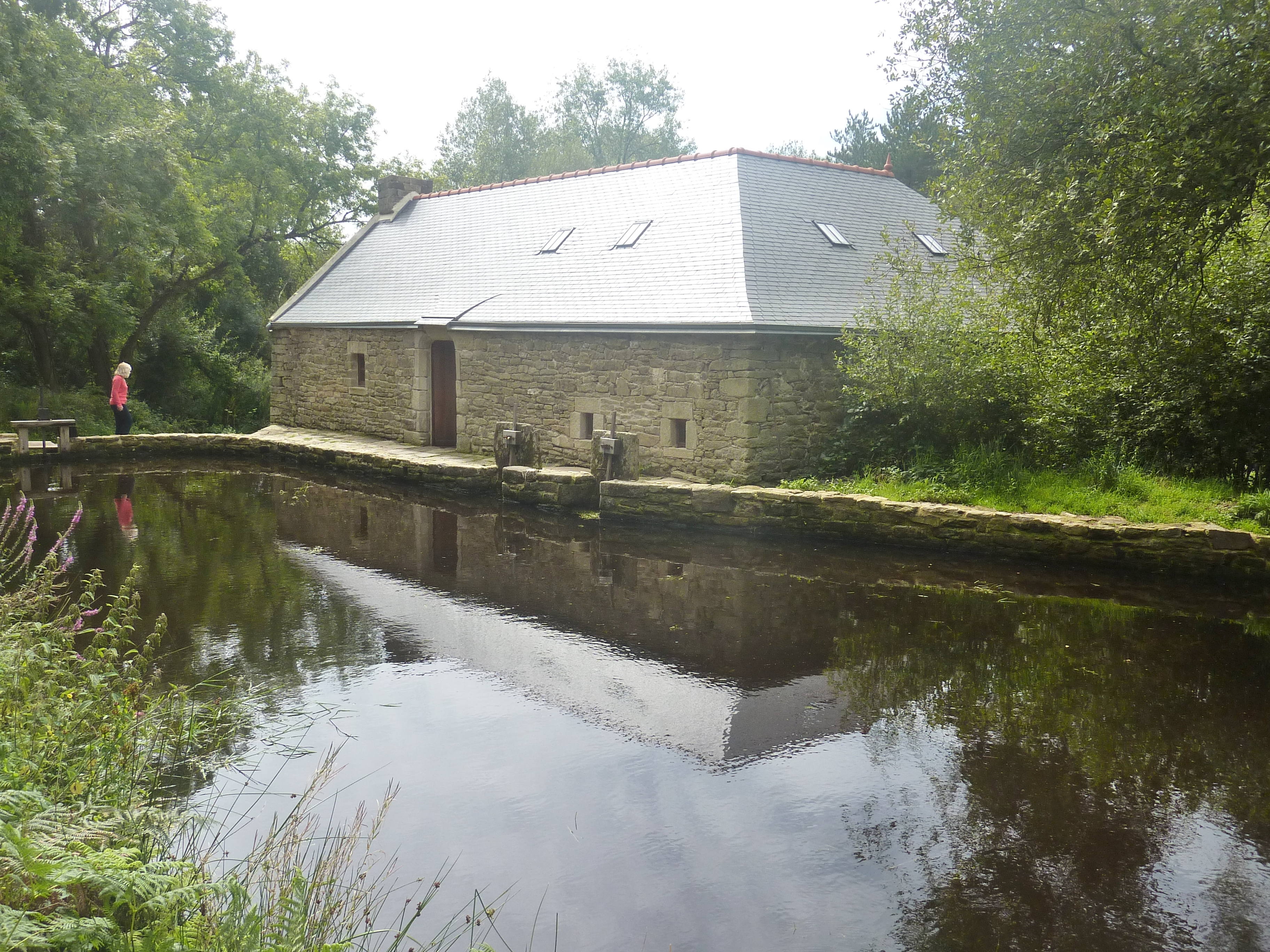
Le moulin à eau de Tréouzien : vue de l'arrière
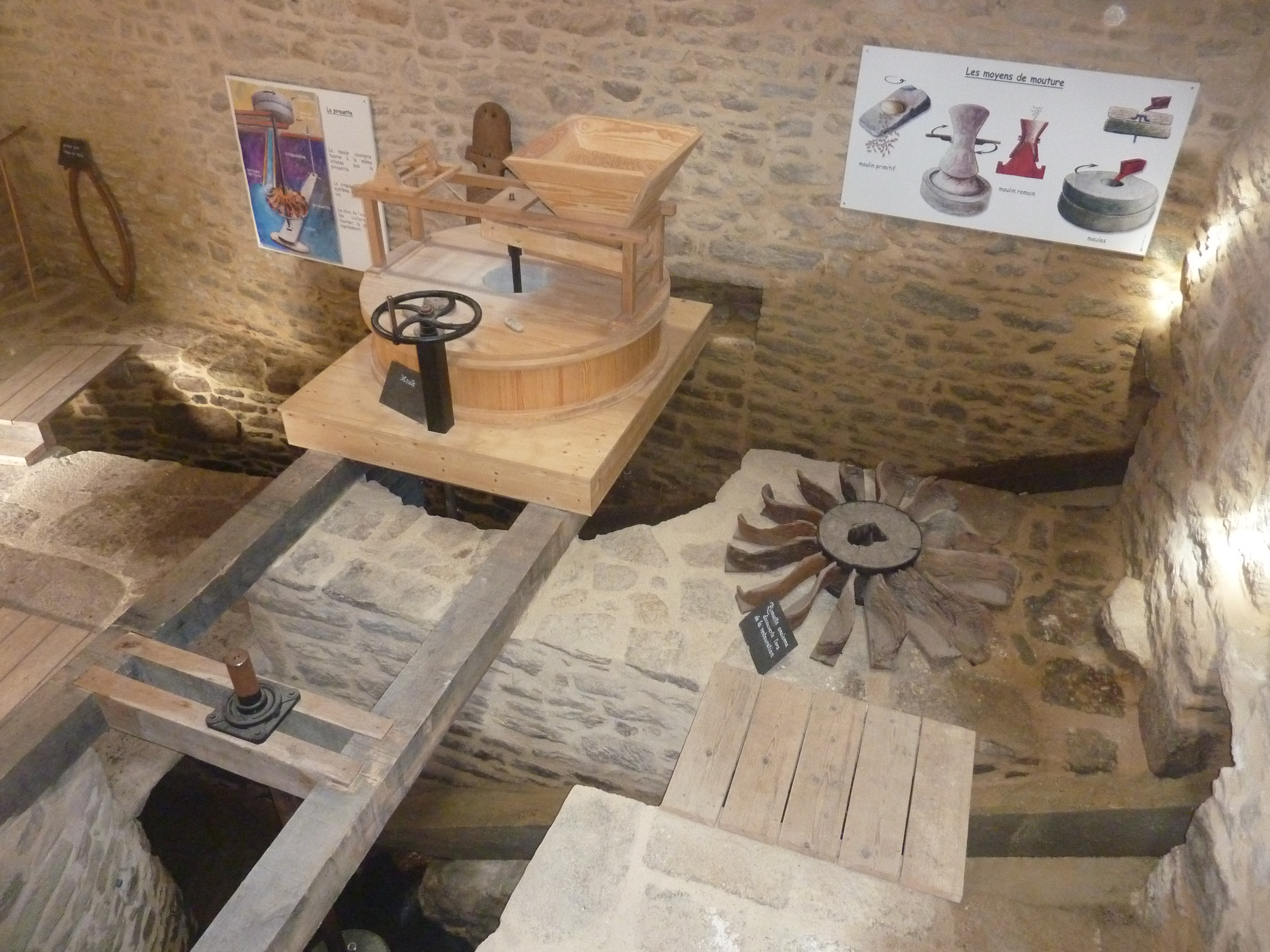
Le moulin à eau de Tréouzien depuis sa restauration, vue intérieure partielle 1
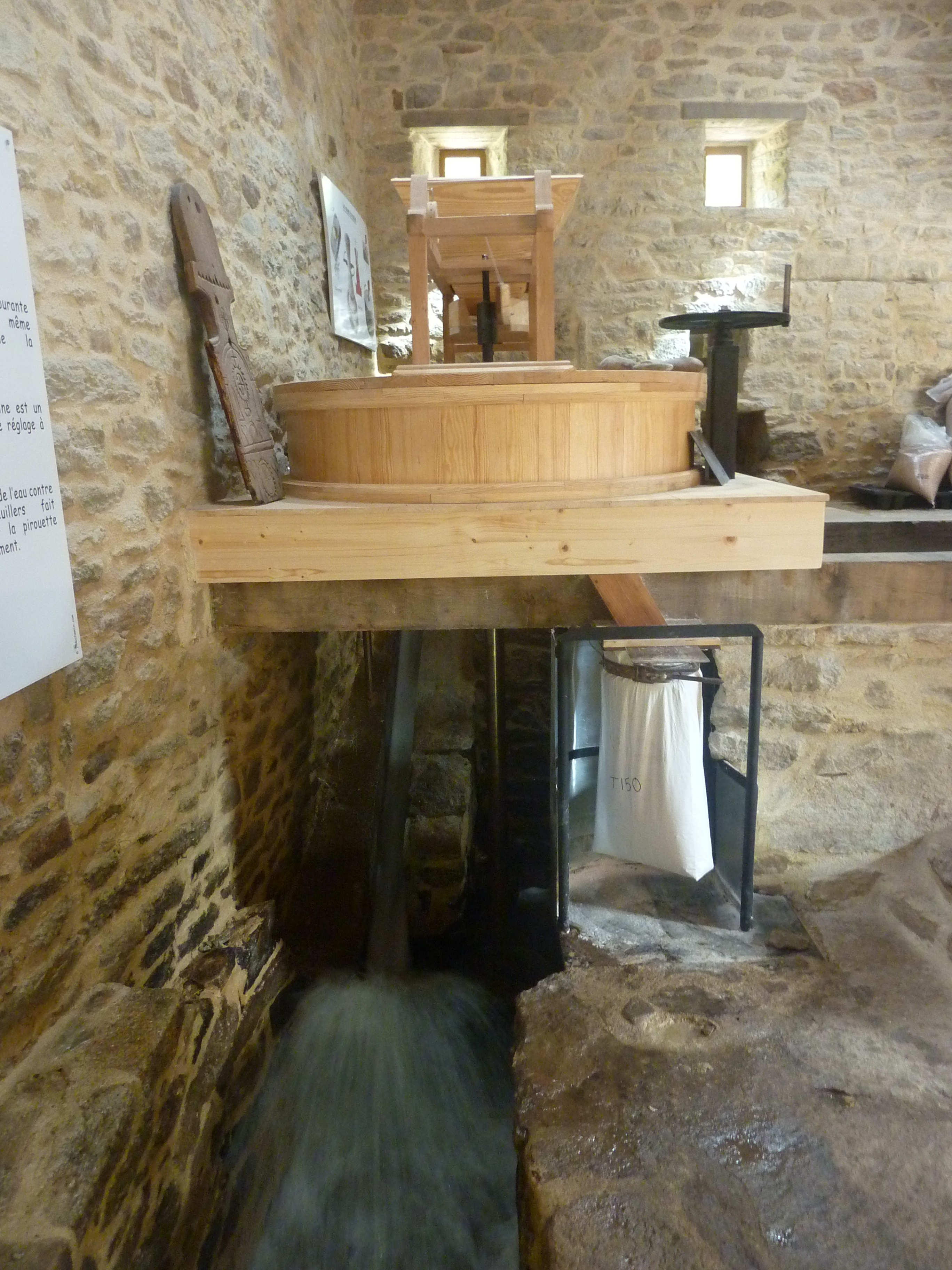
Le moulin à eau de Tréouzien depuis sa restauration, vue intérieure partielle 2